# Rondeletia steirophylloides
Rondeletia steirophylloides är en måreväxtart som beskrevs av Attila L. Borhidi och M.Fernández Zeq.. Rondeletia steirophylloides ingår i släktet Rondeletia och familjen måreväxter. Inga underarter finns listade i Catalogue of Life.